# Go-Toba Tennō
Go-Toba Tennō (後鳥羽天皇 Go-Toba-tennō?, 6 de agosto de 1180 - 28 de marzo de 1239) fue el 82.º emperador de Japón, según el orden tradicional de sucesión. Reinó entre los años 1183 y 1198.
Antes de ser ascendido al «Trono de Crisantemo», su nombre personal (imina) era Príncipe Imperial Takahira (尊成親王 Takahira-shinnō?).
También fue conocido como Príncipe Imperial Takanari.

## Genealogía
Fue el cuarto hijo de Takakura Tennō y nieto del Go-Shirakawa Tennō.
Su madre fue Bōmon Shōkushi (坊門稙子) (emperatriz viuda Shichijō-in), hija de Bōmon Nobutaka, del clan Fujiwara.
- emperatriz (Chūgū): emperatriz viuda ¿? (宜秋門院) Kujō Takako (九条任子), hija del sesshō Kunō Kanezane.

- emperatriz viuda Haruka (春華門院) princesa imperial ¿? (昇子内親王) (1195 – 1211)

- emperatriz viuda Shōmei (承明門院) Minamoto no Ariko (源在子), hija adoptiva del señor guardián del Sello Privado Minamoto no Michichika

- príncipe imperial Tanehito (futuro emperador Tsuchimikado) (1196 – 1231)

- emperatriz Viuda Nobuaki (修明門院) Takakura Shigeko (高倉重子)

- príncipe imperial Morinari (守成親王, futuro Emperador Juntoku) (1197 – 1242)
- príncipe imperial Masanari 雅成親王) (1200-1255) (exiliado tras la Guerra Jōkyū)

- dama de honor Bōmon (坊門局), hija del señor guardián del Sello Privado Bōmon Nobukyo

- príncipe imperial Nagahito (長仁親王) (1196-1249)
- princesa imperial Reiko (礼子内親王) (1200-1273)
- príncipe imperial Yorihito (頼仁親王) (1201-1264) (exiliado tras la guerra Jōkyū)

- dama de honor Tanba (丹波局)

- princesa imperial Hiroko (煕子内親王) (Fukakusa Saigū, sirvió en el Gran Santuario de Ise durante los reinados del emperador Juntoku y del emperador Chūkyō) (1205 - ¿?)

## Biografía

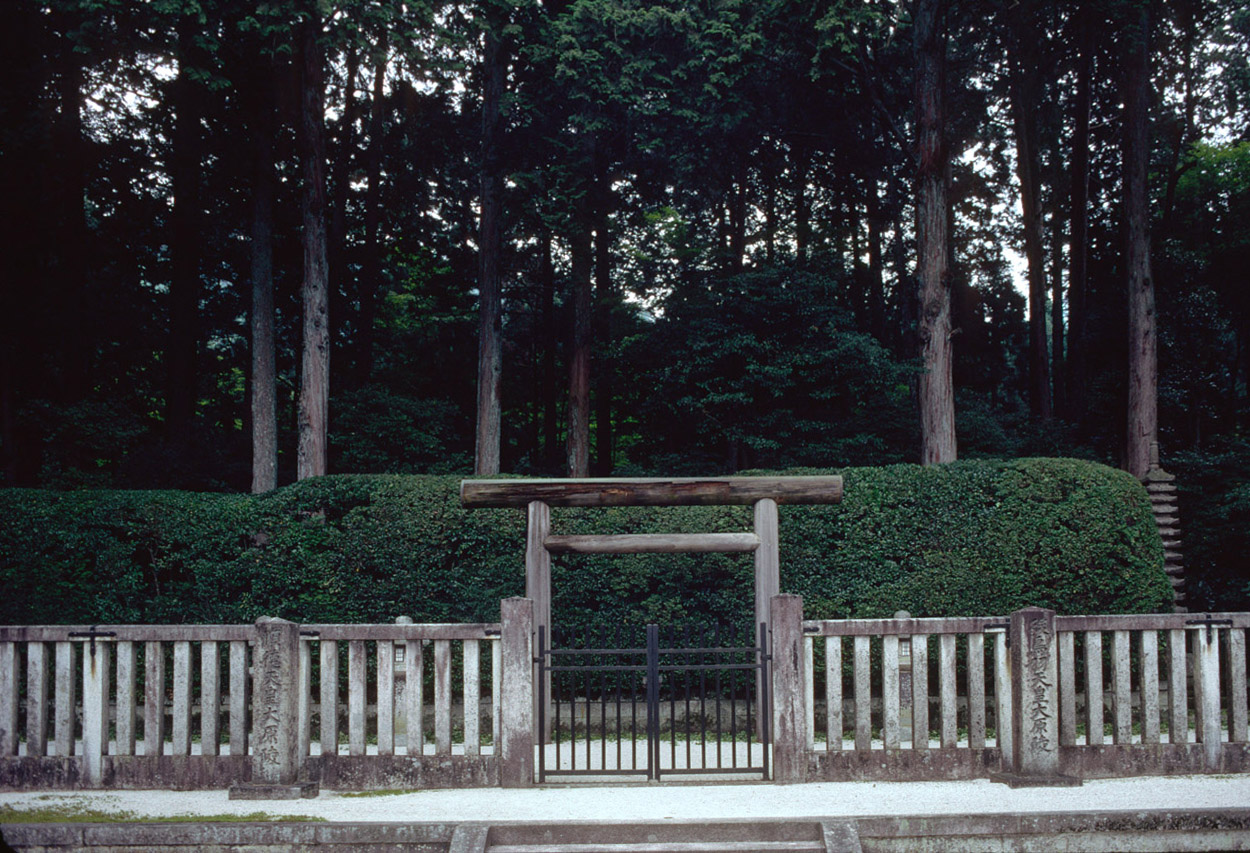
Tumba del Emperador Go-Toba y del Emperador Juntoku en Kioto.

En 1183, durante las Guerras Genpei, el emperador Antoku, quien era respaldado por el clan Taira, huye de la capital imperial tras el avance del clan Minamoto, rivales de los Taira. Con la ausencia del Emperador Antoku, el Emperador Enclaustrado Go-Shirakawa realizó el rito de sucesión al Emperador Go-Toba, quien tenía tres años de edad.
El clan Minamoto reconoció la sucesión al trono, pero la regalía imperial la poseía el Emperador Antoku; siendo la primera vez en la historia que se omite la transmisión de los tesoros imperiales de un monarca a su sucesor.
De hecho, hasta el final de la guerra en 1185 existieron dos emperadores reinantes a la vez: el emperador Antoku (reconocido por los Taira) y el emperador Go-Toba (reconocido por los Minamoto). Este conflicto finalizó con el suicidio del emperador Antoku en ese año.
En 1192 fallece el Emperador Go-Shirakawa y se establece el primer shogunato (gobierno samurái) por Minamoto no Yoritomo, desplazando al emperador como un gobernante títere. A pesar de sus limitaciones en el poder político, el Emperador Go-Toba se destacó como calígrafo, pintor, músico, poeta y editor.
En 1198 el shōgun Yoritomo fuerza al emperador a que abdique al trono, cuando apenas tenía dieciocho años. Dos de los hijos del emperador, el Emperador Tsuchimikado y el Emperador Juntoku lo sucedieron al trono, pero gobernaron siendo unos niños y también fueron forzados a abdicar en su madurez. Aun así, el Emperador Go-Toba mantuvo el poder como emperador enclaustrado entre 1198 y 1221, aunque con más limitaciones que sus antecesores de la era Heian.
Durante este período decretó que los seguidores de la secta Jodo Shu de Kioto, liderado por Honen, serían expulsados y en algunos casos ejecutados. Esto tuvo origen en las críticas del clero que estaban temerosos de la popularidad de la nueva secta, pero el emperador enclaustrado Go-Toba ordenó personalmente el decreto tras conocer que dos de sus damas de honor se habían convertido a la secta sin su consentimiento.
En 1221, el Shogunato Kamakura puso en el trono al nieto del Emperador Go-Toba, el Emperador Chūkyō, con tan solo tres años de edad; pero el Emperador Go-Toba levantó una rebelión que buscaba el derrocamiento del shogunato y la restauración del poder imperial. Este conflicto, conocido como la Guerra Jōkyū, donde los samurái de Kioto, quienes eran contrarios al shogunato, respaldaron al emperador; pero los samurái de la región de Kanto apoyaron al shogunato, con el respaldo de Hōjō Masako, la viuda de Yoritomo, quien persuadió a los guerreros, de que si eran derrotados perderían sus privilegios y que la Corte Imperial y el kuge retomarían dichos privilegios. La rebelión fue sofocada y el emperador enclaustrado Go-Toba es exiliado a las islas Oki, algunos de sus hijos fueron también exiliados a otros lugares, y el Emperador Chūkyō fue destronado a los pocos meses de haber asumido el trono, a favor del Emperador Go-Horikawa, sobrino del Emperador Go-Toba.
Pasó sus últimos dieciocho años en el exilio y fue enterrado en dichas islas; aunque parte de su cuerpo fue enterrado posteriormente en Ohara, Kioto.

## Poesía
Su mayor contribución fue el Shinkokinshū (La nueva antología del antiguo y moderno waka), que es una de las tres antologías más importantes de la poesía japonesa, junto con el Man'yoshu y el Kokinshu. Ordenó su creación y fue parte de la comisión de investigación como editor. Reinstauró la Oficina de Waka y compiló la edición en dicho lugar, la primera versión fue compilada en 1204 aunque se hicieron nuevas ediciones hasta 1216. Realizó varias utakai (歌会, “fiestas de waka”) y utaawase (歌合わせ, “concursos de waka”); también fue crítico de los poetas de waka de su época.
Durante su exilio, continuó compilando cientos de waka, nuevas antologías y una edición personal del Shinkokinshū durante los dieciocho años del exilio; añadiendo unas 400 nuevas waka con respecto a la edición anterior. A pesar de que él declaró que su edición personal sería la auténtica, en la actualidad la edición de 1216 es considerada como la auténtica y las otras como variantes. La edición personal que realizó en el exilio es llamado Oki-bon Shinkokinshū.
Uno de sus poemas de 31 sílabas fue escogida por Fujiwara no Teika como la número 99 en la antología poética Hyakunin Isshu.

## Kugyō
Kugyō (公卿) es el término colectivo para los personajes más poderosos y directamente ligados al servicio del emperador del Japón anterior a la restauración Meiji. Eran cortesanos hereditarios cuya experiencia y prestigio les había llevado a lo más alto del escalafón cortesano
- Sesshō: Konoe Motomichi (1160 – 1233)[9]
- Sesshō: Matsu Morie (1172 – 1238)[9]
- Sesshō: Kujō Kanezane[9]
- Daijō Daijin: Kujō Kanezane[9]
- Daijō Daijin: Kujō Kanefusa[10]
- Sadaijin: Ōimikado Tsunemune (1119 – 1189)[9]
- Sadaijin: Todaiji Sanesada (1139 – 1191)[11]
- Sadaijin: Sanjō Sanefusa (1147 – 1225)[11]
- Sadaijin: Ōimikado Yorizane (1155 – 1225)[11]
- Udaijin: Tokudaiji Sanesada[11]
- Udaijin: Sanjō Sanefusa[11]
- Udaijin: Ōimikado Yorizane[11]
- Nadaijin: Matsu Morie[9]
- Nadaijin: Tokudaiji Sanesada[9]
- Nadaijin: Konoe Motomichi[9]
- Nadaijin: Kujō Kanefusa[9]
- Nadaijin: Kujō Yoshimichi (1167 – 1188)[11]
- Nadaijin: Fujiwara Tsudachida (¿? – 1195)[11]
- Nadaijin: Kujō Yoshitsune (1169 – 1206)[12]
- Dainagon:

## Eras
- Juei (1182 – 1184)
- Genryaku (1184 – 1185)
- Bunji (1185 – 1190)
- Kenkyū (1190 – 1199)